# Роксана Стінчфілд Ферріс
Роксана Стінчфілд Ферріс  (англ. Roxana Stinchfield Ferris; 13 квітня 1895 — 30 червня 1978 — американська вчена-ботанік.
Вона народилася у Каліфорнії в родині Мойсея та Енні Стінчфілд, та отримала ім'я по своїй бабусі, Роксані Джадкінс.
У 1916 році Стінчфілд Ферріс здобула ступінь магістра мистецтв з ботаніки у Стенфордському університеті під керівництвом наставника Лерроя Абрамса, а згодом приєдналася до співробітників Гербарію Дадлі у Стенфорді, збираючи тисячі ботанічних екземплярів для поповнення дослідницької колекції. Вона спеціалізувалася на колекціонуванні насіннєвих та ботаніці Каліфорнії і Мексики.
У 1963 році Стінчфілд Ферріс звільнилася з Гербарію Дадлі, померла у Пало-Альто у 1978 році.

## Праці
- The trees and shrubs of western Oregon
- An Illustrated Flora of the Pacific States[9] (as co-editor)
- Death Valley Wildflowers
- Flowers of Point Reyes National Seashore
- Native Shrubs of the San Francisco Bay Region
- New Combinations in Aster[10]

## Види названі на її честь
Декілька видів були названі на честь Ферріс, в тому числі:
- Astragalus tener var. ferrisiae[11]
- Eremogone ferrisiae[12]
- Lasthenia ferrisiae